# San Candido
San Candido (en alemán, Innichen) es una localidad y comune italiana de la provincia autónoma de Bolzano, región de Trentino-Alto Adigio, con 3.136 habitantes.

## Orígenes del nombre
El topónimo aparece como India en 769, Intihha en 822 e Intichingen en 1070, y quizá deriva del nombre personal latino Indius, a través de la forma Intica.
Del nombre italiano San Candido hay registros desde 1870, en la zona ladina de Fodom. Además, en el ladino del valle de Badia está registrado desde 1915 bajo la forma San Ciana, todavía utilizada también por la Provincia de Bolzano para sus textos en ladino. Ettore Tolomei, en el contexto de su campaña de italianización del territorio, había propuesto San Candido alla Drava, pero fue aceptado sólo parcialmente, y corresponde a la del copatrono de la colegiata.

## Geografía
San Candido se encuentra cerca del collado de Dobbiaco, más allá de la línea divisoria de la cuenca alpina, ya que está atravesado por el río Drava, afluente del Danubio. San Candido y el cercano Sesto se encuentran, por tanto, entre los pocos municipios italianos que no forman parte de la región geográfica italiana porque pertenecen a la cuenca del Danubio.

## Evolución demográfica
| Gráfica de evolución demográfica de San Candido entre 1861 y 2001 |
|                                                                   |
| Fuente ISTAT - elaboración gráfica de Wikipedia                   |

## Tenis
El tenista Jannik Sinner, actual número uno del deporte, es originario de San Candido.